# Louis III Le Peletier de Rosanbo
Pour les articles homonymes, voir Le Peletier.
Louis III Le Peletier, marquis de Rosanbo. Né le 11 octobre 1690, il est avocat du roi au Châtelet en 1709, conseiller au Parlement de Paris en  1710, président à mortier en 1712, puis premier président du Parlement de Paris de 1736 à 1743. Il meurt en 1770.
Fils de Louis II Le Peletier et de sa première épouse. Il épouse en 1717 Thérèse Hennequin d'Ecquevilly (1690-1746) dont :
- Françoise Le Peletier de Rosanbo (17..-1750) épouse en 1741 Joseph de Montmorency-Luxembourg (1718-1762)
- Louis IV Le Peletier de Rosanbo (1718-1760).

## Source
- Luc-Normand Tellier, Face aux Colbert: Les Le Tellier, Vauban, Turgot... et l’avènement du Libéralisme, 1987.